# Mačevanje na OI 1908.
Mačevanje na OI 1908. u Londonu održavalo se od 17. srpnja do 24. srpnja. Održano je u pet disciplina: floret pojedinačno i momčadski, sablja pojedinačno i momčadski. Sudjelovalo je 131 natjecatelj iz 14 zemalja. Na ovom natjecanju nije bilo disciplina u floretu, a dodane su momčadske discipline u sablji i maču.

## Države sudionice
131 natjecatelj iz 14 država natjecao se na Olimpijskim igrama u Londonu:
- Austrija (1)
- Belgija (18)
- Bohemija (7)
- Kanada (1)
- Danska (8)
- Francuska (22)
- Njemačko Carstvo (10)
- Ujedinjeno Kraljevstvo (23)
- Mađarska (8)
- Italija (11)
- Nizozemska (13)
- Norveška (1)
- Južna Afrika (1)
- Švedska (7)

## Natjecanje
| Disciplina         | Zlato                                                                 | Srebro                                                                                        | Bronca                                                                                                |
| Mač pojedinačno    | Gaston Alibert                                                        | Alexandre Lippmann                                                                            | Eugène Olivier                                                                                        |
| Mač momčadski      | Gaston Alibert Herman Georges Berger Charles Collignon Eugène Olivier | Charles Leaf Daniell Cecil Haig Martin Holt Robert Montgomerie                                | Paul Anspach Desire Beaurain Ferdinand Feyerick François Rom                                          |
| Sablja pojedinačno | Jenő Fuchs                                                            | Béla Zulawszky                                                                                | Vilém Goppold von Lobsdorf                                                                            |
| Sablja momčadski   | Jenő Fuchs Oszkár Gerde Péter Tóth Lajos Werkner Dezső Földes         | Marcello Bertinetti Riccardo Nowak Abelardo Olivier Alessandro Pirzio-Biroli Sante Ceccherini | Vlastimil Lada-Sázavský Vilém Goppold von Lobsdorf Bedřich Schejbal Jaroslav Šourek-Tuček Otakar Lada |

## Medalje
| Br. | Država                 | Zlato | Srebro | Bronca | Ukupno |
| 1.  | Francuska              | 2     | 1      | 1      | 4      |
| 2.  | Mađarska               | 2     | 1      | 0      | 3      |
| 3.  | Ujedinjeno Kraljevstvo | 0     | 1      | 0      | 1      |
| 3.  | Italija                | 0     | 1      | 0      | 1      |
| 5.  | Bohemija               | 0     | 0      | 2      | 2      |
| 6.  | Belgija                | 0     | 0      | 1      | 1      |